# Mark Miller (baloncestista)
Mark Miller (Chicago, Illinois, 15 de septiembre de 1975) es un exjugador de baloncesto estadounidense que disputó siete temporadas como profesional en diferentes ligas europeas. Con 1,88 metros de estatura, jugaba en la posición de escolta. Desde 2010 ejerce como entrenador asistente en la Universidad Robert Morris de Chicago.

## Trayectoria deportiva

### Universidad
Jugó tres temporadas con los Flames de la Universidad de Illinois en Chicago, en las que promedió 17,4 puntos, 4,4 rebotes, 2,4 asistencias y 1,8 robos de balón por partido. Fue incluido en sus tres temporadas en el mejor quinteto de la Midwestern Collegiate Conference, y en la última de ellas además elegido Jugador del Año de la MCC, tras promediar 19,7 puntos y 5,4 rebotes y llevar a su equipo por primera vez en su historia a disputar el Torneo de la NCAA. Es, junto a Sherell Ford, uno de los dos únicos jugadores de la universidad a los que se les ha retirado el número como homenaje a su carrera.
Renunció a su cuarto año de carrera, declarándose elegible para el Draft de la NBA.

### Profesional
Tras no ser elegido en el Draft de la NBA de 1998, firmó su primer contrato profesional con el conjunto croata del KK Split, donde jugó una temporada en la que promedió 18,3 puntos por partido, de donde pasó al año siguiente al Fenerbahçe turco. En 2000 firmó con el Telekom Baskets Bonn de la liga alemana, donde disputaría su mejor temporada, promediando 16,4 puntos y 3,9 puntos en la copa Saporta, competición en la que alcanzaron los cuartos de final, y siendo elegido MVP de la Basketball Bundesliga, tras promediar 17,6 puntos por partido en la competición doméstica.
En 2001 fichó por el Paris Basket Racing francés, donde jugó una temporada en la que promedió 17,2 puntos y 4,8 asistencias por partido. La temporada siguiente la comenzó en el equipo griego del Olympia Larissa BC, pero solo disputó cuatro partidos, en los que promedió 12,3 puntos y 2,5 asistencias. Regresó a la liga francesa para acabar la temporada con el Limoges CSP, donde promedió 15,9 puntos y 4,1 rebotes por partido.
En 2003 fichó por el Asseco Prokom Gdynia de la liga polaca, donde jugó sus dos últimas temporadas como profesional, proclamándose campeón en 2004.
En 2010 regresó a su alma mater para ejercer durante una temporada como entrenador asistente, de donde pasó al año siguiente a la pequeña universidad Robert Morris de Chicago, adscrita a la NAIA, donde permanece en la actualidad.